# ファーイースト・オーチャード
ファーイースト・オーチャード(FEO)はシンガポール、及びマレーシアでホテル運営、不動産投資、開発を手がけているシンガポール証券取引所上場企業。ファーイースト・オーガニゼーションの子会社であり、以前はオーチャード・パレード・ホールディングスとして知られていた。

## 歴史
1967年にミン・コート（Ming Court Limited）として設立され、1987年にファーイースト・オーガニゼーションの傘下に入った。1991年にオーチャード・パレード・ホールディングスへ名称変更し、2012年7月に組織再編の一環でファーイースト・オーチャードへと名称を変えた。

## 運営
ホテル部門であるファーイースト・ホスピタリティは“Village”、“Oasia”、“Quincy”のブランドで8のホテル、9のサービスアパートメントをシンガポール、マレーシアで運営している。
シンガポールのノベナにある医療機関（Novena Medical Center、Novena Specialist Centerなど）を所有している。
FEOはシンガポール証券取引所上場企業であるアジア食品、飲料製造のヨー・ヒャップセンの株式49.5%を持つ。